# 平和五原則
平和五原則（へいわごげんそく、英：Five Principles of Peaceful Coexistence、Panchsheel、Pancha Sila）とは、中華人民共和国の周恩来首相とインドのジャワハルラール・ネルー首相の会談に基づき1954年に合意された、一般の国際関係における原則を内容とする文書。

## 一覧
以下の5項目からなる。
- 領土・主権の相互尊重（Mutual respect for each other's territorial integrity and sovereignty）
- 相互不可侵（Mutual non-aggression）
- 相互内政不干渉（Mutual non-interference in each other's internal affairs）
- 平等互恵（Equality and mutual benefit）
- 平和共存（Peaceful co-existence）

## 経緯
元々は、同年4月に中国・インド間で締結された「中華人民共和国とインド共和国の中国チベット地方とインド間の通商・交通に関する協定」の前文に記されたものであったが、同年6月、周首相のインド訪問の際、両国の共同声明の形で再確認され、さらに一般国際関係にも適用されるべきもの、として宣言された。
こうした中国とインドの第三世界としての連帯はネルーによって「ヒンディ・チニ・バイ・バイ」（中国とインドは兄弟）とまで呼ばれる蜜月を築き、同年10月にはネルーは訪中して毛沢東と会談し、翌1955年にはアジア・アフリカ会議で平和十原則に発展するも、チベットとダライ・ラマ14世亡命問題などをめぐって対立を深め、1962年から中印国境紛争に突入する。